# Rua Sarmiento
A rua Sarmiento é uma rua da cidade espanhola de Pontevedra, situada no centro histórico da cidade.

## Origem do nome
A rua deve o seu nome a Martín Sarmiento (1695-1772), escritor e académico que passou a sua infância e parte da sua juventude em Pontevedra. O Padre Sarmiento foi educado no antigo colégio jesuíta da rua que tem o seu nome.

## História
A Rua Sarmiento é uma das ruas mais antigas de Pontevedra, documentada já em 1437 no livro do Concello Vello. Constituía o eixo principal do centro histórico de Pontevedra, juntamente com a rua Isabel II, em torno da qual se dispunham outras ruas secundárias, formando um exemplo clássico de vila medieval com planta em forma de espinha de peixe.
Na Idade Média, o troço da rua que vai do paço de García Flórez à rua Gregorio Fernández era conhecido como Rua de Nuño Fatel e fazia parte do último prolongamento das muralhas da cidade construído no século XV. A outra parte da rua era conhecida como Rua da Feira. Os viajantes de Castela entravam no recinto amuralhado pela rua Sarmiento. 
Em 1561, parte da rua ainda tinha o nome de Nuño Fatel, que desapareceu no século seguinte, passando a fazer parte da denominação genérica Feria Vieja (Feira Velha), nome com que se identificou a praça da Verdura.
Desde 1653, a rua é conhecida como Rua da Companhia, devido à construção do Colégio dos Jesuítas no seu final e à instalação dos Jesuítas no local. Em 1854, a rua passou a chamar-se definitivamente Rua Sarmiento.

## Descrição
A rua Sarmiento segue um eixo oeste-leste e está situada entre a rua Real e o cruzamento das ruas Cobián Roffignac e Padre Amoedo. Percorre o lado norte das praças Méndez Núñez e Verdura.
Trata-se de uma rua pedonal empedrada de 290 metros de extensão, com um traçado ligeiramente sinuoso e uma suave inclinação para o centro da rua, no coração do centro histórico de Pontevedra. Aqui confluem ruas como a Don Gonzalo, a César Boente e a Pasantería. A sua largura média é de 3,60 metros.
Este é o cruzamento de oeste para leste mais importante do centro histórico, juntamente com a rua Isabel II. Nela se encontram vários estabelecimentos comerciais, hotéis e edifícios como a Igreja de São Bartolomeu, o Colégio da Companhia de Jesus, o Pazo de García Flórez pertencente ao Museu de Pontevedra e a eclética mansão do século XIX de Bernardo López Abadín no local da antiga casa da família Bermúdez de Castro, conhecida como a Casa da Misericórdia.

## Edifícios notáveis
Na rua Sarmiento encontra-se a igreja barroca de São Bartolomeu, construída entre 1695 e 1714 pela Companhia de Jesus segundo os planos da igreja do Gesù de Roma. Foi a igreja do colégio jesuíta na cidade entre 1650 e 1767. É um dos raros exemplos de arquitetura barroca italiana que se podem encontrar na Galiza, onde foi introduzido o barroco internacional. Na sua fachada, as seis grandes colunas dóricas, as torres e o frontão superior são característicos do barroco jesuíta. Possui também o brasão da família Pimentel e, na parte superior, um grande brasão de pedra da Coroa de Castela.
Junto à igreja de São Bartolomeu encontra-se o Colégio dos Jesuítas, também de estilo barroco. No exterior, o edifício de dois andares apresenta uma longa e sóbria fachada de granito, com numerosas janelas simétricas, à qual foi acrescentada posteriormente a parte mais próxima da rua Cobián Roffignac. A porta com lintel na esquina junto à igreja é notável. É decorada com placas e pilastras e encimado por um grande brasão de armas de Espanha esculpido em pedra num medalhão.
O Pazo de García Flórez é um paço barroco do século XVIII situado entre a rua Sarmiento e a praça da Lenha . A fachada principal, virada para a rua Sarmiento, apresenta um pórtico com três arcos sobre grandes colunas. No primeiro andar há três portas, rodeadas de volutas na parte inferior, e no segundo andar há duas portas com varandas que se estendem para as fachadas adjacentes, entre as quais se encontra um grande brasão de pedra coroado por um grande elmo, originalmente dourado e policromado, rodeada por cinco medalhões. No interior do brasão estão representadas as linhagens das famílias Estévez, Suárez, Fariña e Flórez. Nos cantos da parte superior da fachada encontram-se duas gárgulas.
A mansão eclética francesa do século XIX de Bernardo López Abadín está localizada no número 43. Muitos elementos decorativos foram importados de Paris, como a carpintaria interior, os vidros impressos, os estuques e os trabalhos en ferro. O palácio foi projetado pelo arquitecto Ricardo de Arístegui em 1870 e financiado por Manuel Durán. No exterior destacam-se as galerias da fachada, a cornija superior com motivos circulares e a chaminé. No interior, o vestíbulo conduz a uma escadaria iluminada por uma claraboia piramidal e precedida por uma porta de treliça de ferro fundido. A rainha Vitória Eugénia de Battenberg dormiu numa das camas de dossel da mansão durante uma visita a Pontevedra.
No lado oeste da rua, a casa do número 8 data do século XVII e apresenta um brasão das famílias Moscoso e Mendoza na fachada do andar superior.

## Galeria

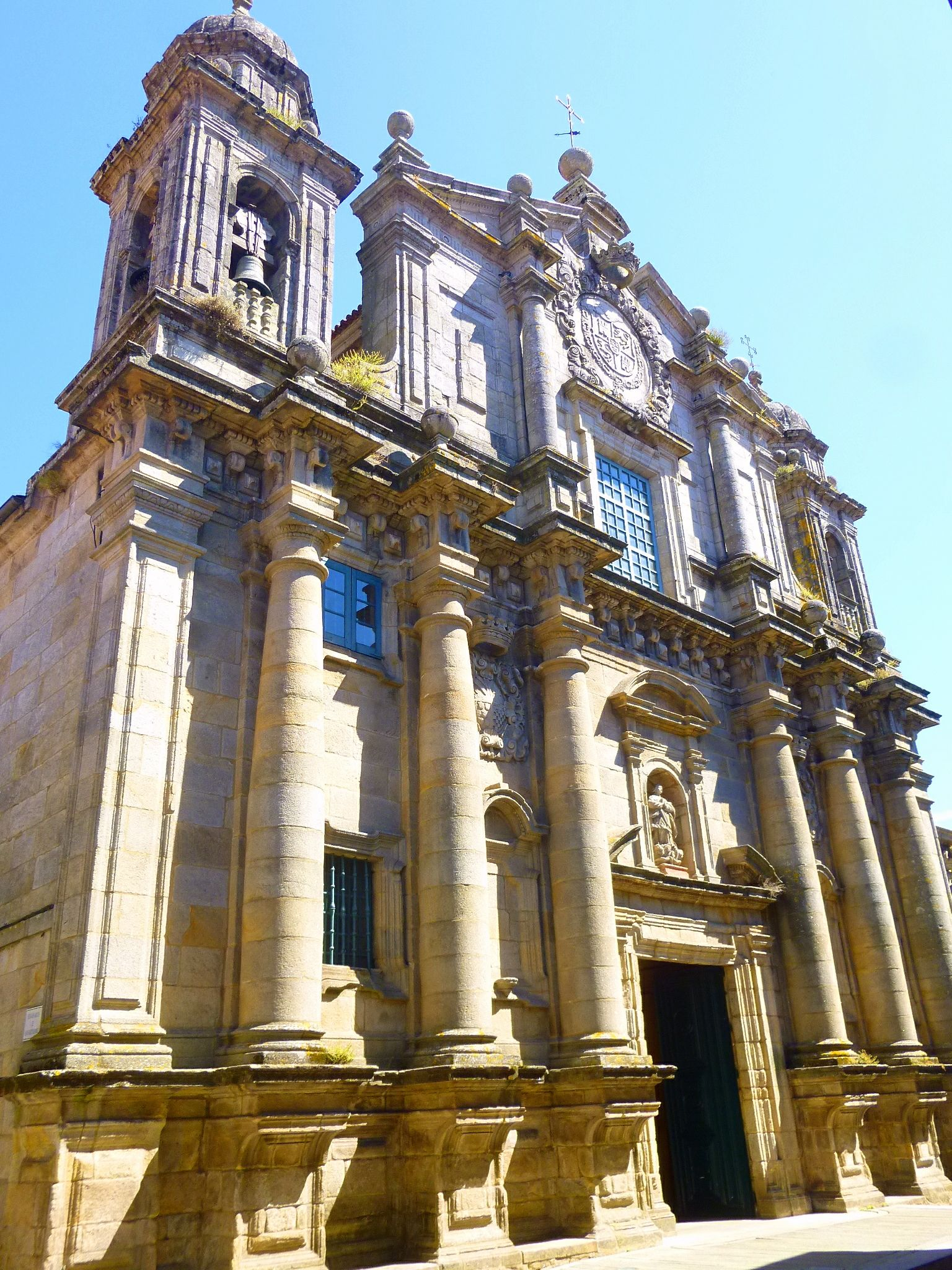
Igreja de São Bartolomeu
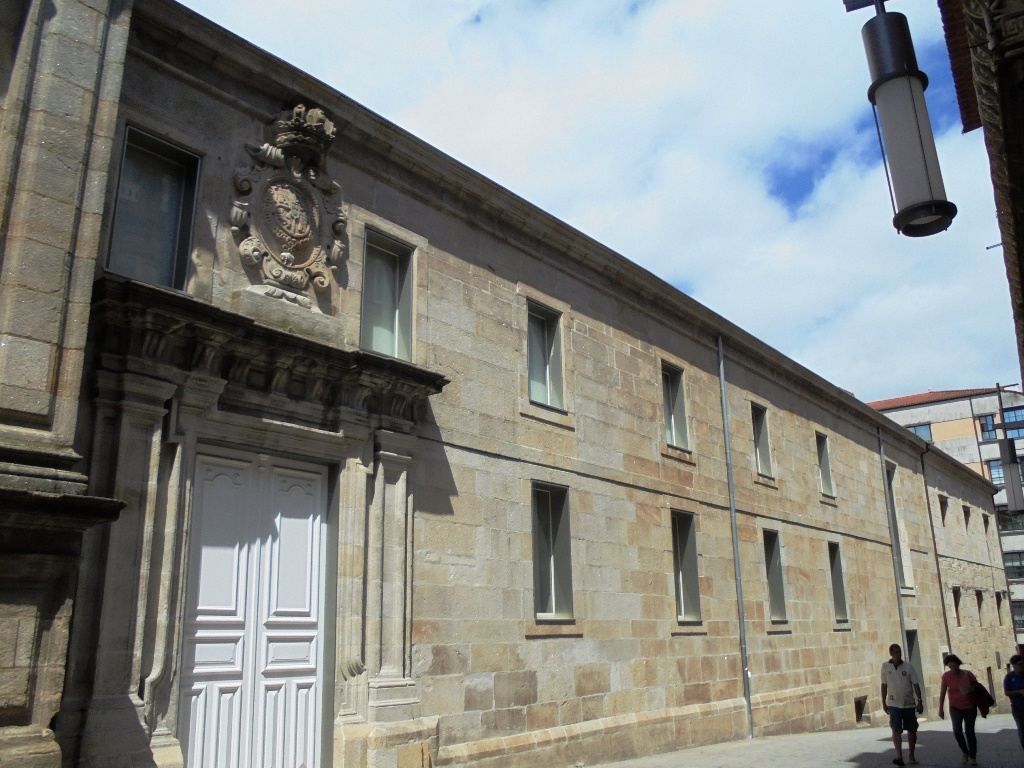
Colégio dos Jesuítas
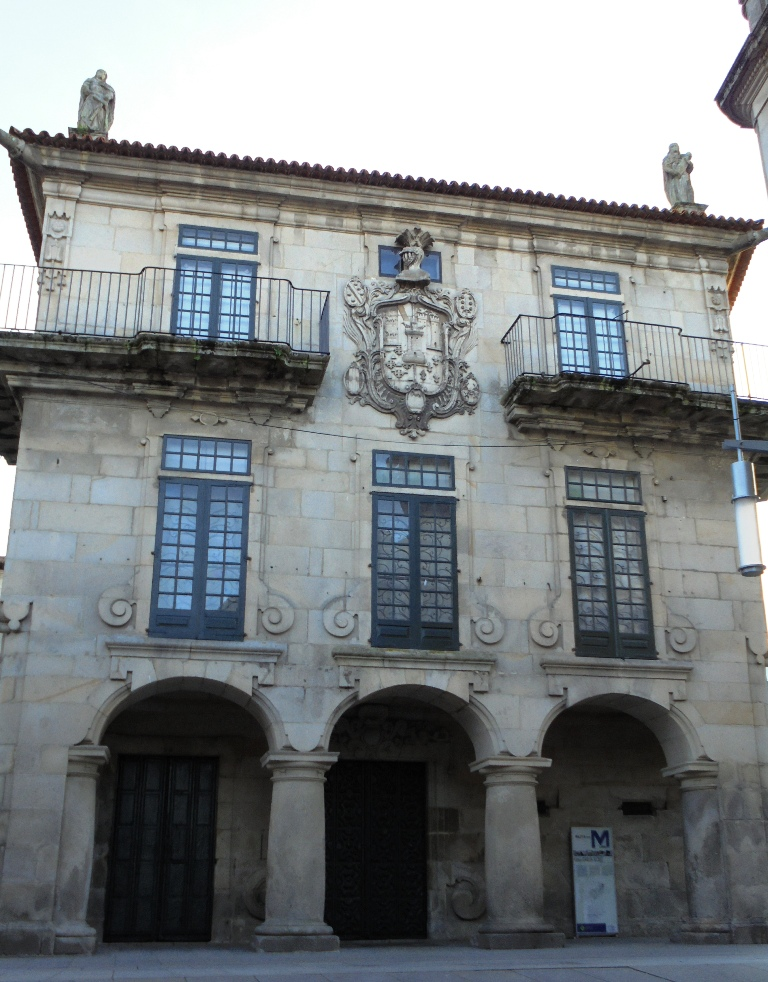
Pazo de García Flórez
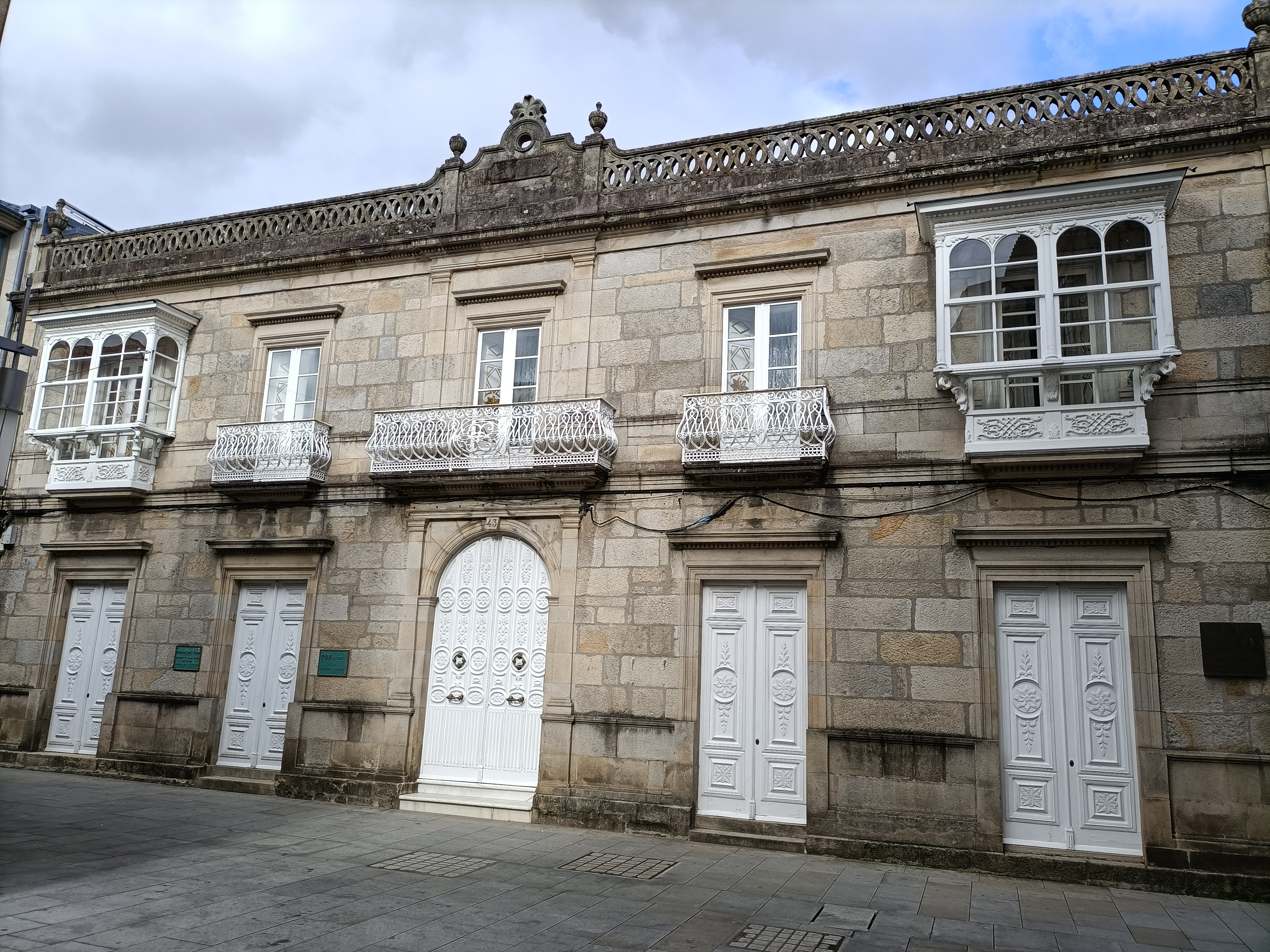
Mansão de Bernardo López Abadín
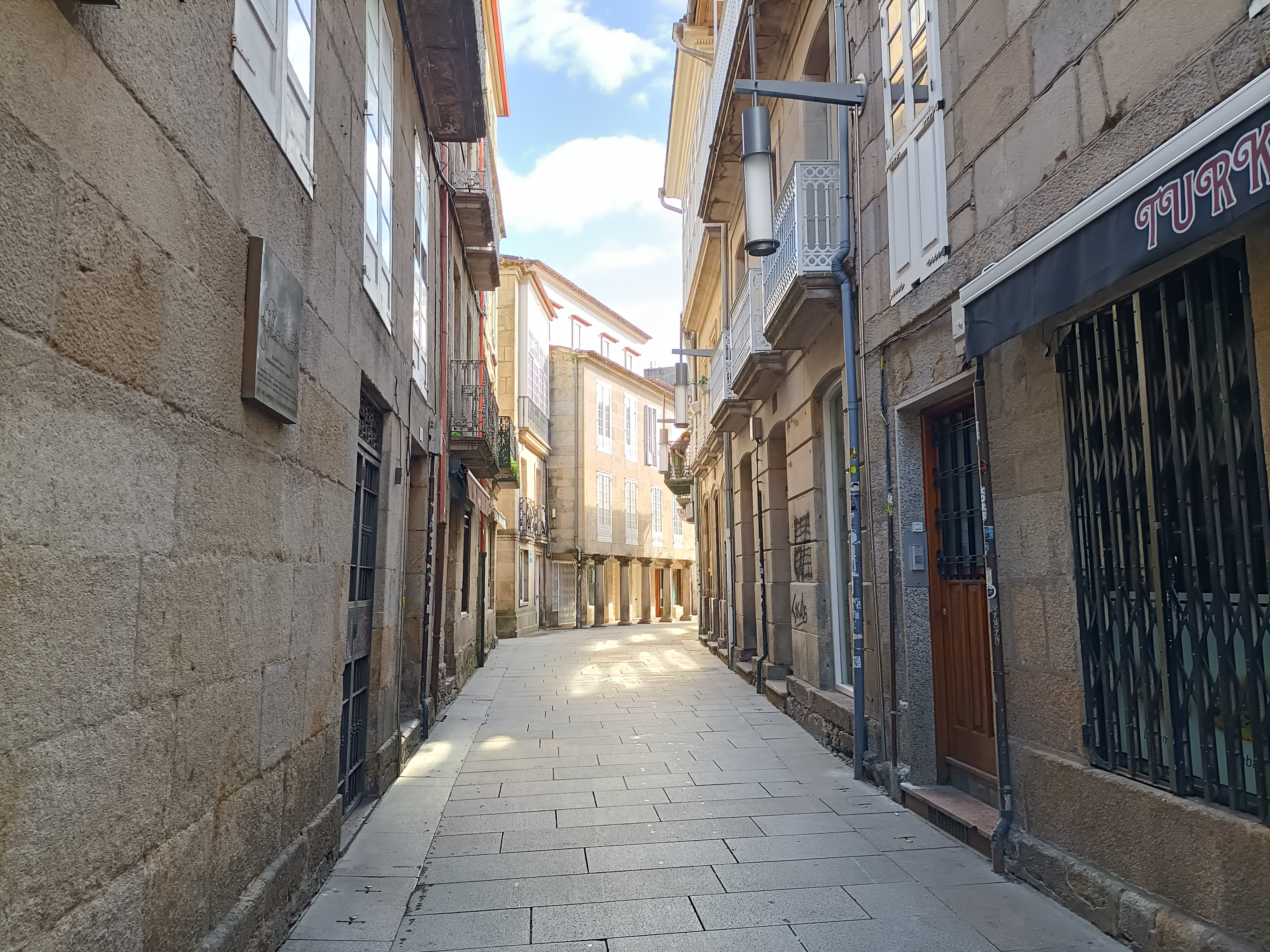
Primeiro troço da rua Sarmiento
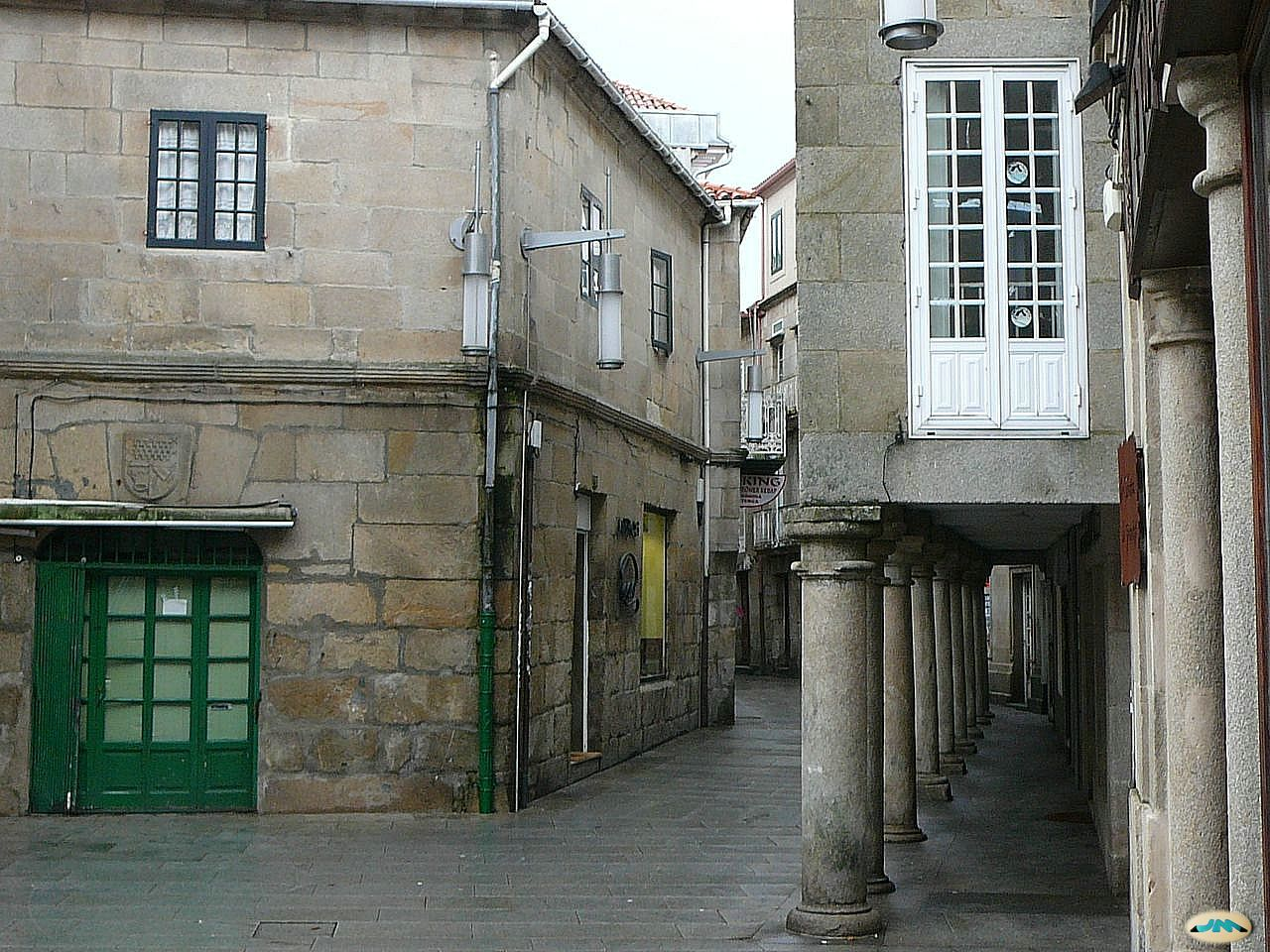
Extremidade ocidental da rua com arcadas
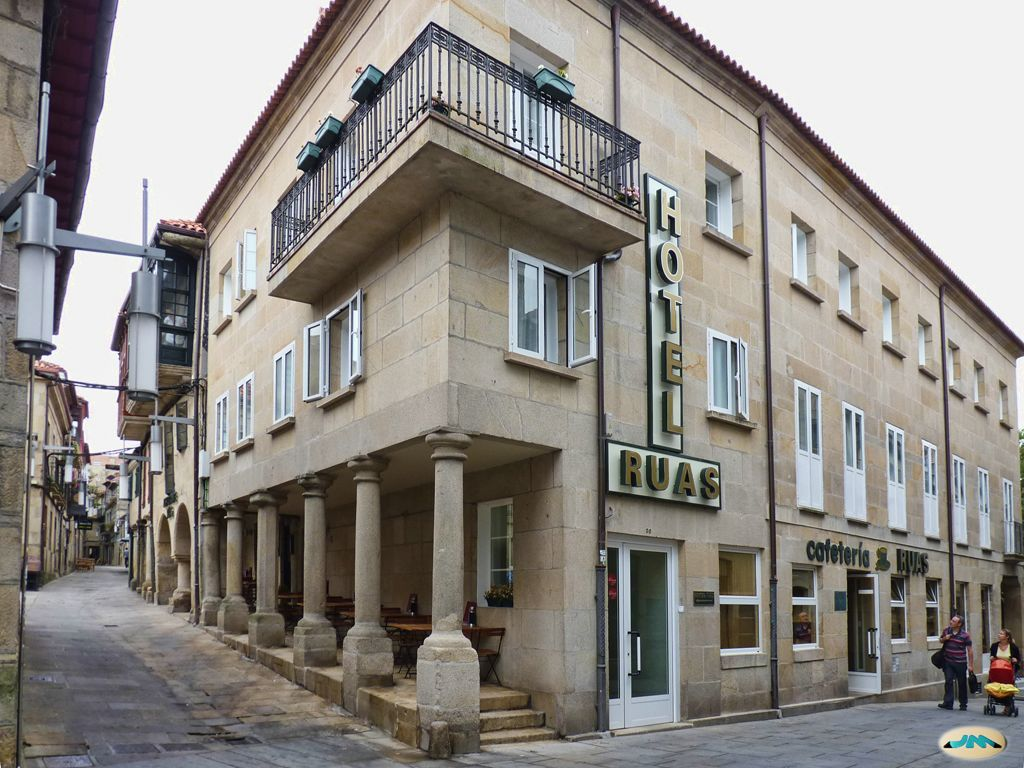
Hotel Ruas na rua Sarmiento
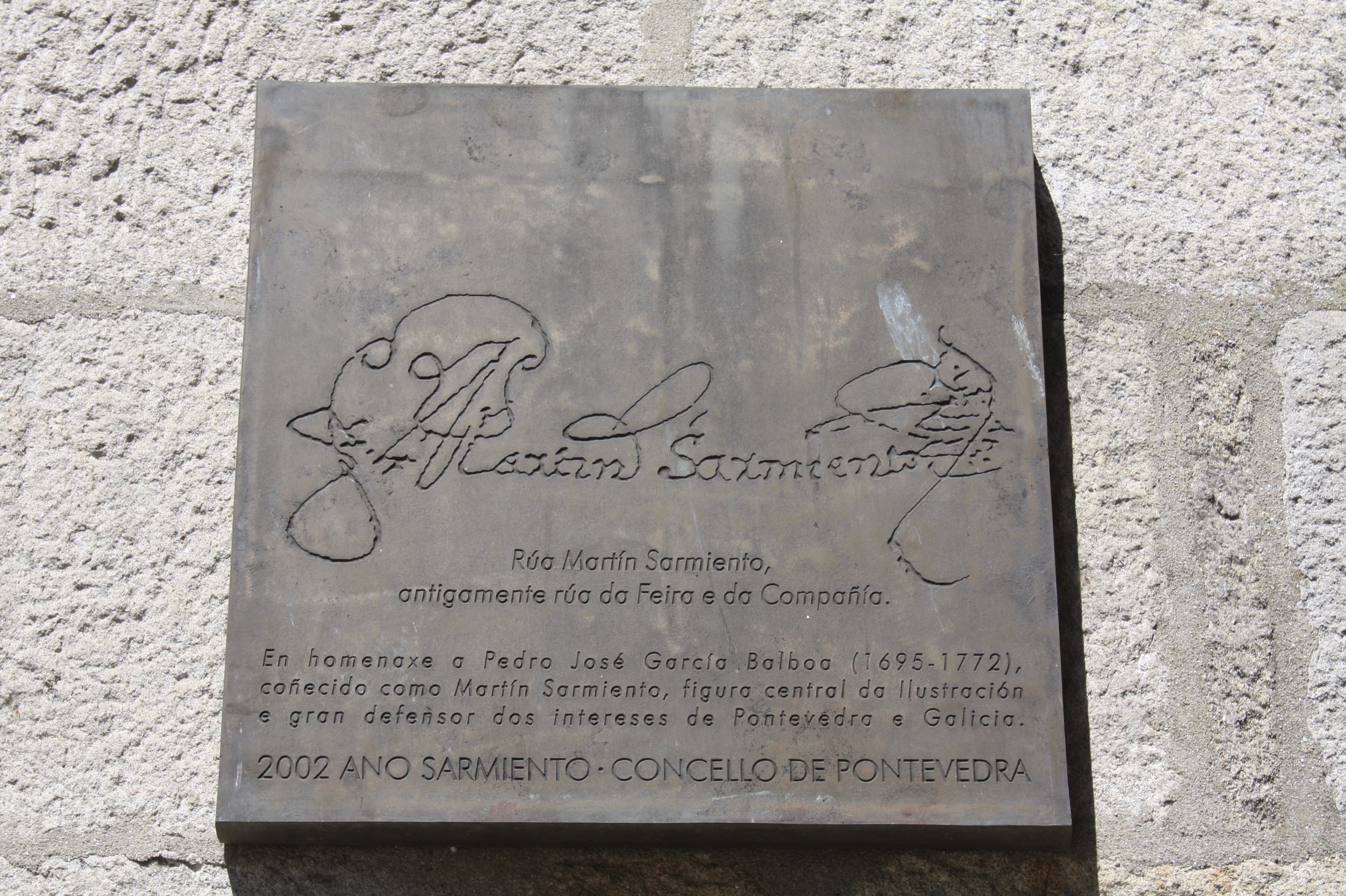
Placa de homenagem a Martin Sarmiento na rua que leva o seu nome
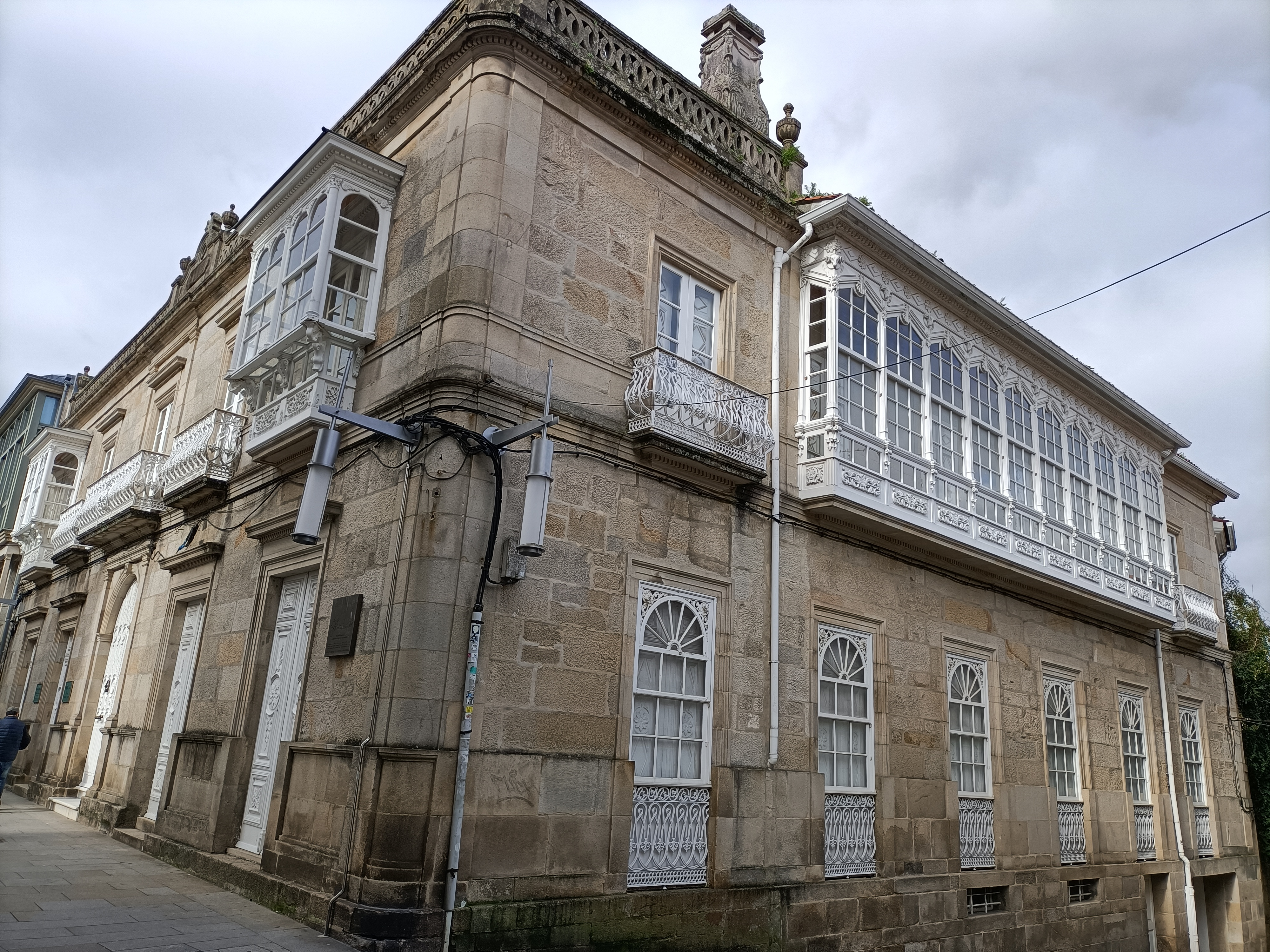
Fachada lateral do palacete de Bernardo López, do século XIX, com a sua emblemática chaminé e galerias.
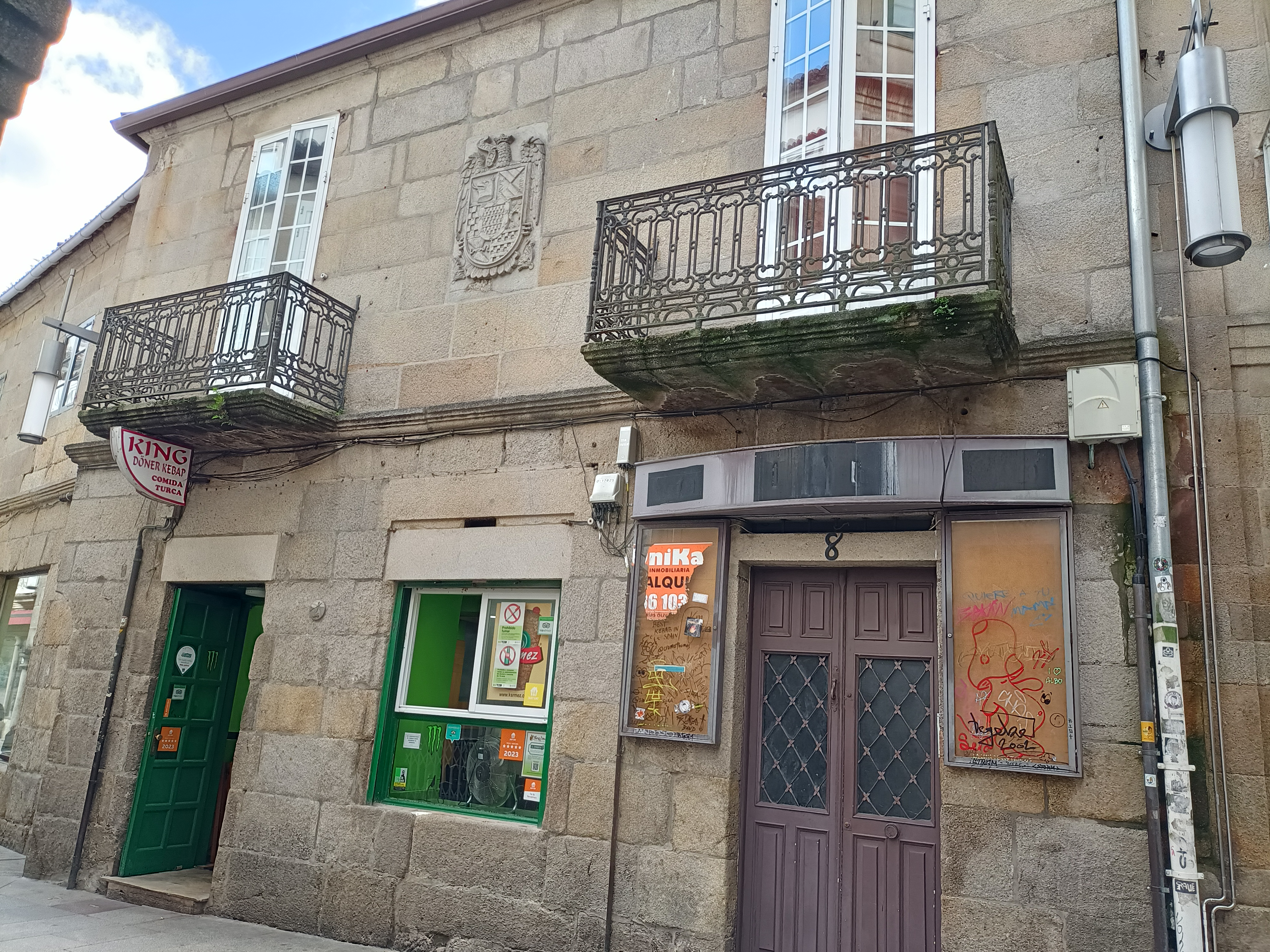
Casa do século XVII com o brasão de armas das famílias Moscoso e Mendoza.

### Artigos relacionados
- Centro histórico de Pontevedra
- Praça da Verdura
- Praça de Méndez Núñez